# ボルシア・ドルトムントTV
ボルシア・ドルトムントTV（－ティーヴィー）とは、ドイツ・ブンデスリーガ1部のボルシア・ドルトムント公認番組である。

## 概要
ボルシア・ドルトムントのその週の試合ハイライトを中心として、選手たちの日常やインタビューなどを交えた1時間の番組である。

## 日本での放送
- テレ朝チャンネル（週1回　土曜日更新　2011年-2012年シーズンより開始）
- 朝日ニュースター（テレ朝チャンネルの再放送扱い。2012年4月開始予定）